# Glomeris klugi
Glomeris klugi är en mångfotingart som beskrevs av Brandt 1833. Glomeris klugi ingår i släktet Glomeris och familjen klotdubbelfotingar. Inga underarter finns listade i Catalogue of Life.